# The Ways of Fate
The Ways of Fate è un cortometraggio muto del 1913 diretto da Wallace Reid.

## Trama
Trama in (EN)  di Moving Picture World  su [ IMDb]

## Produzione
Il film fu prodotto dalla Flying A (American Film Manufacturing Company).

## Distribuzione
Distribuito dalla Mutual Film, il film - un cortometraggio in una bobina - uscì nelle sale cinematografiche USA il 19 aprile 1913.